# Котово (Чагодощенский район)
Котово — деревня в Чагодощенском районе Вологодской области.
Входит в состав Лукинского сельского поселения, с точки зрения административно-территориального деления — в Лукинский сельсовет.
Расстояние по автодороге до районного центра Чагоды — 52,5 км, до центра муниципального образования деревни Анишино — 11,5 км. Ближайшие населённые пункты — Олисово, Сиротово, Чикусово.
По переписи 2002 года население — 11 человек.